# Федеральні збори Швейцарії
Федеральні збори Швейцарії — вищий законодавчий орган Швейцарії. Складається з двох палат: верхньої палати — Ради кантонів (46 депутатів, по 2 з кожного кантону, окрім колишніх «напівкантонів», які делегують тільки одного представника) та нижньої палати — Національної ради (200 депутатів, що розподіляються між кантонами відповідно чисельності населення). Зазвичай засідання проходять окремо, окрім обрання Федеральної ради, Федерального канцлера, федеральних суддів або генерала (обирається тільки в разі національної небезпеки) а також арбітражу конфліктів між органами влади, схвалення помилувань або заслуховування спеціальних доповідей та промов. В таких випадках головуючим є Президент Національної ради. Для того щоб закон був прийнятий, він має бути прийнятим обома палатами.

## Історія
До створення федеративної держави в 1848 році, єдиним центральним органом, який об'єднував кантони, був Тагзатцунг (нім. Tagsatzung). Після Зондербундської війни 1847 було вирішено розробити федеральну конституцію. У питанні організації законодавчої влади думки кантонів розійшлися: кантони з великим населенням хотіли, щоб кантони були представлені у новому парламенті відповідно населенню, а маленькі кантони, боячись бути малопредставленими, наполягали на рівній кількості представників від кожного кантону. Нарешті, після довгих дебатів, було досягнуто компромісу, було вирішено прийняти американську модель двопалатності: парламент складатиметься з двох палат з однаковою політичною силою і рішення можуть бути прийняті тільки після прийняття їх кожною з палат. Нижня палата представляла кожний кантон залежно від населення, а верхня кожен кантон однаково.
У 1848 році кожен кантон підтримав конституцію, після чого вона набрала чинності 12 вересня. Згідно з конституцією, Федеральні Збори проголошувались «вищим органом Конфедерації». Тагзатцунг самоліквідувався 22 вересня. У жовтні проводяться вибори, на яких впевнено перемогли радикали, які отримали більше трьох четвертих місць у Національній раді та 30 з 44 місць в Раді кантонів. Тоді ж була обрана перша Федеральна рада.
Структура парламенту мало змінилась з того часу. При створенні в Федеральних зборах було всього 111 місць. Це число не було зафіксоване і збільшувалось пропорційно зростанню населення Швейцарії до 1962 року, коли було встановлене остаточне число місць, 200. Термін повноважень при створенні був 3 роки, в 1931 році його підвищили до чотирьох. Кількість представників у Раді кантонів змінилась тільки одного разу: в 1979 було створено два нових місця новоствореного кантону Юра.

## Завдання та обов'язки Федеральних зборів

### Представництво
Основним завданням Парламенту та його членів є представлення різноманітних інтересів виборців. Парламент вирішує всі фундаментальні питання федеральної держави (з урахуванням переважного права референдуму та ініціативи народу й кантонів). Шляхом публічних парламентських дебатів та демократичного прийняття рішень Парламент встановлює легітимність дій держави. Федеральна рада, Федеральні суди та Федеральна адміністрація можуть діяти лише в межах завдань, покладених на них народом або Парламентом. Завдання Федеральних зборів регулюються Федеральною конституцією (Bundesverfassung, BV) та Законом про Парламент (Parlamentsgesetz, ParlG). Основні обов'язки:

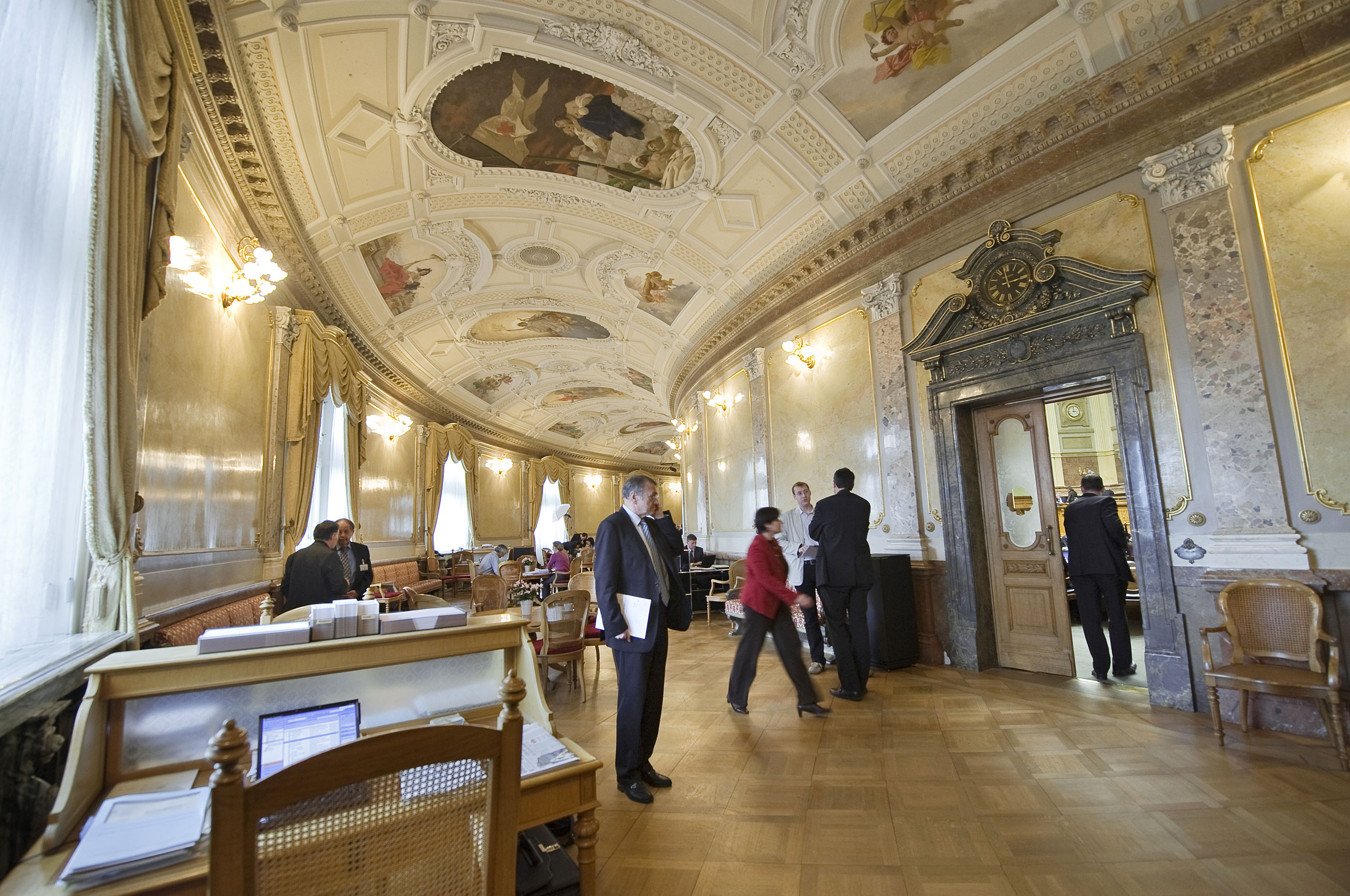
Кулуари Федерального палацу

### Законодавство
У сучасних демократичних державах усі дії держави пов'язані з законом (принцип законності). Це означає, що держава може діяти лише там, де це дозволяє загальнозастосовний нормативний акт. Тому законодавство є центральним завданням держави. Оскільки Парламент має найвищу демократичну легітимність серед усіх державних органів, це завдання було покладено на нього. У Швейцарії, в районах, де законодавча влада належить Конфедерації, федеральні закони, прийняті для здійснення цієї влади, приймаються Федеральними зборами (ст. 164, п. 1 Федеральної Конституції, ст. 22 ParlG) за умови факультативного референдуму. Конституційні зміни – за винятком народних ініціатив – також приймаються Федеральними зборами (ст. 23 ParlG) за умови обов'язкового референдуму.

### Фінанси
Це повноваження стосується не стягнення податків, а використання надходжень. Стягнення податків регулюється законом, таким чином, входить до законодавчої влади Парламенту. Федеральні збори затверджують федеральні витрати звичайним федеральним указом, встановлюють річний бюджет (щороку протягом зимової сесії) та затверджують річні державні звіти протягом літньої сесії (ст. 167 Федеральної Конституції, ст. 25 ParlG). Положення про субсидії, а також кредитні зобов'язання та рамки платежів, що передбачають нові одноразові витрати понад 20 мільйонів швейцарських франків або нові періодичні витрати понад 2 мільйони швейцарських франків, вимагають схвалення більшості членів кожної з двох палат (т.зв. «Ausgabenbremse», букв. «перерва на витрати», ст. 159, п. 3, літ. b Федеральної Конституції).

### Зовнішня політика
Федеральні збори беруть участь у формуванні зовнішньої політики Швейцарії та контролюють підтримку зовнішніх зносин. Вони затверджують міжнародні договори, за винятком тих, укладення яких відповідно до закону або міжнародного договору належить до компетенції Федеральної ради (ст. 166 Конституції, ст. 24 та ст. 152 Закону про парламент).

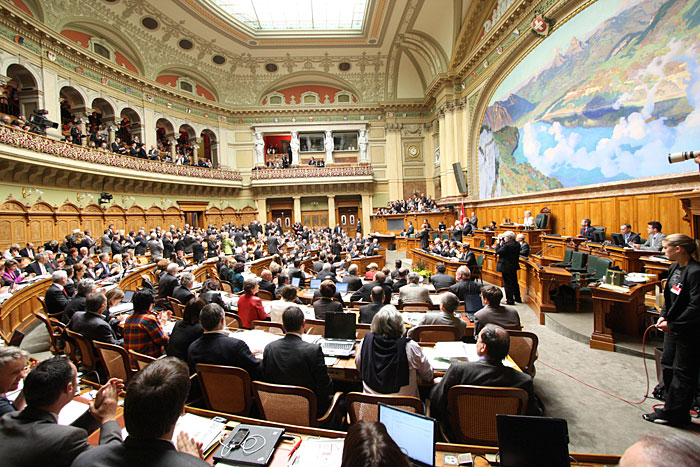
Об'єднані Федеральні збори вітають новообраного члена Федеральної ради Дідьє Буркхальтера (2009)

### Вибори
Федеральні збори здійснюють виборчі повноваження як Об'єднані Федеральні збори, тобто на спільному засіданні Національної ради та Ради кантонів під головуванням Президента Національної ради. У цій формі зборів Парламент обирає сімох членів уряду, Федеральну раду та Федерального канцлера. Парламент також обирає членів федеральних судів (Федеральний верховний суд, Федеральний кримінальний суд, Федеральний адміністративний суд, Федеральний патентний суд, Військовий касаційний суд) та наглядовий орган над Генеральною прокуратурою, Генерального прокурора, заступників Генерального прокурора та Федерального уповноваженого з питань захисту даних та інформації. У разі війни Федеральні збори обирають Генерала Швейцарських збройних сил (стаття 168 Федеральної конституції, стаття 130 та наступні Закону про захист даних).

### Нагляд
Федеральні збори здійснюють найвищий нагляд за діяльністю Федеральної ради та Федеральної адміністрації, федеральних судів, наглядового органу над Генеральною прокуратурою, Генеральної прокуратури та інших органів, що здійснюють федеральні функції (наприклад, Швейцарська пошта або Швейцарські федеральні залізниці). Критеріями найвищого нагляду є законність, регулярність, доцільність, ефективність та результативність дій уряду. У випадку федеральних судів та Генеральної прокуратури перегляд їхніх рішень по суті виключається через незалежність судової влади (ст. 169 Федеральної Конституції, ст. 26 Закону про Парламент).

### Відносини між Конфедерацією та кантонами
Федеральні збори забезпечують підтримку відносин між Конфедерацією та кантонами. Вони гарантують кантональні конституції (ст. 172 Федеральної Конституції).

### Індивідуальні акти
Федеральні збори приймають рішення щодо індивідуальних актів (адміністративних актів індивідуального характеру) у межах, передбачених федеральним законом (приклади: заявки на залізничні концесії, маршрут національних автомагістралей та дозволи на будівництво об'єктів виробництва атомної енергії; ст. 173 абз. 1 літ. h, ст. 29 ParlG).

### Участь у важливому плануванні державної діяльності
Федеральні збори можуть доручити Федеральній раді шляхом пропозиції або резолюції щодо політики та планування досягати конкретних цілей, дотримуватися принципів та критеріїв або вживати заходів (ст. 173 абз. 1 літ. g Федеральної конституції, ст. 28 ParlG). Регулярними резолюціями щодо політики та планування є чотирирічний федеральний декрет про законодавче планування (ст. 146 ParlG) та щорічний федеральний декрет про фінансове планування (ст. 143 ParlG).

### Додаткові компетенції
- Перевірка ефективності федеральних заходів (експертне оцінювання; ст. 173 абз. 1 літ. h Федеральної Конституції, ст. 27 Закону про Парламент)
- Видання мандатів (пропозицій та постулатів) Федеральній раді (ст. 171 Федеральної Конституції, ст. 120 та ст. 123 Закону про Парламент)
- Заходи щодо захисту зовнішньої безпеки, незалежності та нейтралітету Швейцарії (ст. 173 абз. 1 літери a та c Федеральної Конституції)
- Заходи щодо захисту внутрішньої безпеки (ст. 173 абз. 1 літери b та c Федеральної Конституції)
- Накази про проходження дійсної військової служби (ст. 173 абз. 1 літера d Федеральної Конституції, ст. 66b, ст. 70 та ст. 77 Закону про військову діяльність)
- Заходи щодо забезпечення виконання федерального закону (федеральне виконання) щодо кантону (ст. 173 абз. 1 літера f Федеральної Конституції)
- Перевірка чинності прийнятих народних ініціатив (ст. 173 абз. 1 літ. a Федеральної Конституції, ст. 98 Закону про Парламент)
- Вирішення питань конфлікту юрисдикції між найвищими федеральними органами влади (ст. 173 абз. 1 літ. i Федеральної Конституції)
- Амністії та помилування (ст. 173 абз. 1 літ. k Федеральної Конституції)

## Процедура у Федеральних зборах
Процедура у Федеральних зборах базується на принципі абсолютної рівності між обома палатами, за винятком розгляду певних питань порядку денного Об'єднаними Федеральними зборами, у якому Національна рада має більший вплив завдяки своєму більшому складу.
Національна рада та Рада кантонів збираються окремо (ст. 156, п. 1 Федеральної конституції) та розглядають питання порядку денного послідовно. Два голови Ради призначають питання порядку денного одній з двох палат для початкового розгляду («початкова Рада»; ст. 84 Закону про Парламент). Після завершення обговорень однією палатою питання порядку денного переходить до іншої палати.
Проект декрету Федеральних зборів (федеральний закон, постанова Федеральних зборів, федеральний декрет, звичайний федеральний декрет; ст. 164 Федеральної Конституції) може бути поданий Федеральною радою (ст. 181 Федеральної Конституції) або комітетом ради (на виконання парламентської ініціативи або кантональної ініціативи; ст. 160, п. 1 Федеральної Конституції).
Кожна рада спочатку проводить обговорення проекту декрету. Після прийняття рішення про його прийняття окремі статті проекту детально обговорюються. Після початкового обговорення відбувається голосування щодо всього законопроекту. Є певні питання для обговорення, які Федеральні збори зобов'язані розглянути відповідно до Федеральної конституції (наприклад, заява щодо народних ініціатив, бюджет Конфедерації, законодавче планування); у цих випадках прийняття обов'язкове, і голосування щодо всього законопроекту не проводиться (ст. 74 Закону про парламент).
Для прийняття декрету Федеральними зборами резолюції рад, що засідають окремо, повинні бути одностайними (ст. 156, п. 2 Федеральної конституції). Якщо після обговорення проекту декрету між радами існують розбіжності, окремі резолюції однієї ради повертаються до іншої ради для детального обговорення до досягнення згоди (ст. 89 ParlG). Якщо розбіжності все ще існують після трьох обговорень у кожній раді, скликається примирлива конференція. Ця конференція складається з 13 членів від кожного з двох підготовчих комітетів рад (ст. 91 ParlG). Примирлива конференція подає обом радам клопотання про примирення, яке повністю вирішує всі розбіжності, що залишилися (ст. 92 ParlG). Якщо клопотання про примирення відхилено в одній раді, проект декрету тим самим відхиляється (ст. 93 ParlG).
Скорочене врегулювання розбіжностей має місце, якщо окремі резолюції двох рад стосуються одного питання в цілому, наприклад, бюджетного питання. Наприклад, щодо проектів указів голосування є остаточним, або ж щодо їх прийняття чи відхилення – загальним голосуванням. У цих випадках друге відхилення Радою є остаточним (ст. 95 ParlG).
Під час вирішення розбіжностей поправки до проекту указу можуть призвести до того, що члени Ради, які схвалили його загальним голосуванням після перших дебатів, тепер відхилять остаточний результат. Тому після завершення вирішення розбіжностей у кожній Раді проводиться остаточне голосування щодо федерального закону, постанови Федеральних Зборів або федеральної резолюції, що підлягає обов'язковому або факультативному референдуму (ст. 84 ParlG), зазвичай в останній день сесії.
Після прийняття Федеральними Зборами федеральний закон, постанова Федеральних Зборів або федеральна резолюція, що підлягає обов'язковому або факультативному референдуму, публікується у Федеральному віснику трьома офіційними мовами (ст. 13 Закону про публічні справи).

## Обрання

### Національна рада
Національна рада налічує 200 членів. Вибори до Національної ради проводиться кожні чотири роки за пропорційним принципом у всіх кантонах. Кожен кантон обирає представників, кількість яких відповідає чисельності населення, але не менше одного, навіть якщо населення цього кантону менше за середню кількість населення що припадає на одного депутата (яка складала 41 000 в 2014 році). Таким чином Цюрих має найбільше місць — 34. Найменше мають Аппенцелль—Іннерроден, Аппенцелль—Ауссерроден, Гларус, Нідвальден та Обвальден — по одному.

### Рада кантонів
Рада кантонів представляє 26 кантонів, по 2 чи 1 представнику від кожного, незалежно від кількості населення. Кожен кантон має право самостійно вирішувати порядок обрання представників.

## Фракції
Партії можуть об'єднуватись у фракції. Фракції повинні мати принаймні 5 членів та бути представленими в обох палатах. Тільки члени фракцій можуть бути членами комітетів. Депутати, що не входять до фракції, не мають права брати участь у багатьох дебатах. У більшості кантонів їхнє обрання відбувається за мажоритарним принципом, окрім кантону Юра, де це відбувається за пропорційним принципом.
| Фракція                            | Партія                                   | Рада кантонів | Національна рада | Всього |
| ---------------------------------- | ---------------------------------------- | ------------- | ---------------- | ------ |
| Народна фракція                    | Швейцарська народна партія               | 65            | 5                | 74     |
| Народна фракція                    | Ліга Тічино                              | 2             | 0                | 74     |
| Народна фракція                    | Женевський громадянський рух             | 1             | 0                | 74     |
| Народна фракція                    | безпартійні                              | 0             | 1                | 74     |
| Соціал-демократична фракція        | Соціал-демократична партія               | 43            | 12               | 55     |
| Ліберальна фракція                 | Вільна демократична партія. Ліберали     | 33            | 13               | 46     |
| Християнсько-євангелічна фракція   | Християнсько-демократична народна партія | 27            | 13               | 43     |
| Християнсько-євангелічна фракція   | Євангелічна народна партія               | 2             | 0                | 43     |
| Християнсько-євангелічна фракція   | Християнська соціальна партія            | 1             | 0                | 43     |
| Зелена фракція                     | Зелена партія                            | 11            | 1                | 13     |
| Зелена фракція                     | Партія праці                             | 1             | 0                | 13     |
| Консервативна демократична фракція | Консервативна демократична партія        | 7             | 1                | 8      |
| Зелена ліберальна фракція          | Зелена ліберальна партія                 | 7             | 0                | 7      |

## Комітети
- Комітет з закордонних справ
- Комітет з науки, освіти та культури
- Комітет з питань соціального забезпечення та охорони здоров'я
- Комітет з охорони навколишнього середовища, територіального планування та енергетики
- Комітет з безпеки
- Комітет з транспорту і телекомунікацій
- Комітет з питань економіки та оподаткування
- Політичний комітет
- Правовий комітет
- Комітет громадських робіт
- Комітет з помилування

та декілька спостережних комітетів.